# 東京都道428号高円寺砧浄水場線

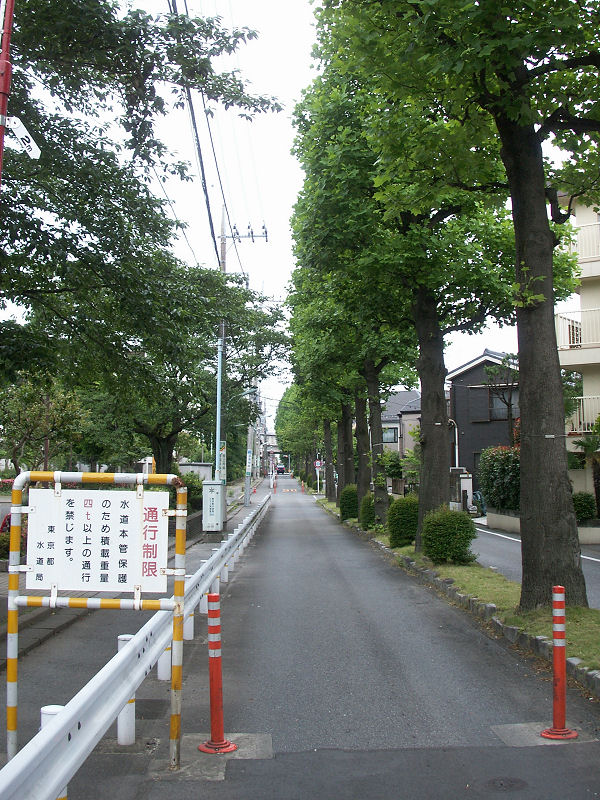
荒玉水道道路（東京都世田谷区砧）

東京都道428号高円寺砧浄水場線（とうきょうとどう428ごう こうえんじきぬたじょうすいじょうせん）は、東京都杉並区梅里から東京都世田谷区喜多見に至る特例都道である。道路の地下に荒玉水道の水道管が埋設されている水道道路で、ほぼ全線が一直線の道路形状となっている。通称は荒玉水道道路で、東京都の通称道路名ではないが、自治体などにより通称として使われている。
1934年（昭和9年）竣工、当初は歩行者専用道路であった。1962年（昭和37年）より自動車が通行可能となったが、水道管保護のため車両の重量制限が設けられ、車両幅1.7m - 1.8m（区間により異なる）を超える車両の通行を制限する交通規制が取られており、他道路との交差部等に通行幅を制限するポール等が設けられている箇所がある。一部区間では車両の重量規制の他に、埋設に関して特別な補強がされている。

## 路線データ
- 起点：東京都道4号東京所沢線（青梅街道）交点（東京都杉並区梅里一丁目）
- 終点：東京都道11号大田調布線交点（東京都世田谷区喜多見五丁目）
- 総距離：8.979km
- 通過する自治体：東京都世田谷区、杉並区

## 交差道路
| 交差する道路                                                             | 交差点名               | 所在地   |
| ------------------------------------------------------------------------ | ---------------------- | -------- |
| 東京都道4号東京所沢線、東京都道5号新宿青梅線（青梅街道）                 | 高円寺陸橋下交差点付近 | 杉並区   |
| 東京都道14号新宿国立線（方南通り）・ 東京都道427号瀬田貫井線（永福通り） | 大宮八幡前             | 杉並区   |
| 東京都道413号赤坂杉並線（井の頭通り）                                    | 荒玉水道               | 杉並区   |
| 国道20号（甲州街道）・首都高速4号新宿線                                  |                        | 杉並区   |
| 東京都道118号調布経堂停車場線                                            |                        | 世田谷区 |
| 東京都道311号環状八号線（環八通り）                                      | 環八船橋交差点付近     | 世田谷区 |
| 東京都道3号世田谷町田線                                                  | 砧小学校               | 世田谷区 |
| 東京都道11号大田調布線（多摩堤通り）                                     |                        | 世田谷区 |
| 水道道路                                                                 | （終点）               | 世田谷区 |

※甲州街道・環八通りは中央分離帯により分断されており、横切ることはできない。（ただし甲州街道には歩道橋がある。）
※荒玉水道道路と呼ばれる道はこの先の砧浄水場前まで続くが、ここは東京都道11号の支線とされる。

## 沿道の施設
- 妙法寺
- 杉並区立向陽中学校
- 桜上水駅
- 世田谷区立山野小学校
- 東京メディアシティ
- 日本大学 砧キャンパス
- 大蔵団地
- 世田谷区立砧小学校
- 次大夫堀公園

## 路線バス
- 世田谷区のコミュニティバス[4]である小田急バスの船橋希望ヶ丘線（歳25系統）、東急バスの宇奈根線（砧06系統）は、荒玉水道道路上を通行するため、車両重量制限に抵触しないよう小型バスで運行されている。
- 小田急バスの狛11系統は大型車両を使っているが、砧浄水場前停留所付近から喜多見住宅停留所付近まで[注 1]は荒玉水道道路を通る。
- 小田急バスの狛12系統には荒玉水道停留所がある。ただし荒玉水道道路は交差点で横切るのみである。

## ギャラリー

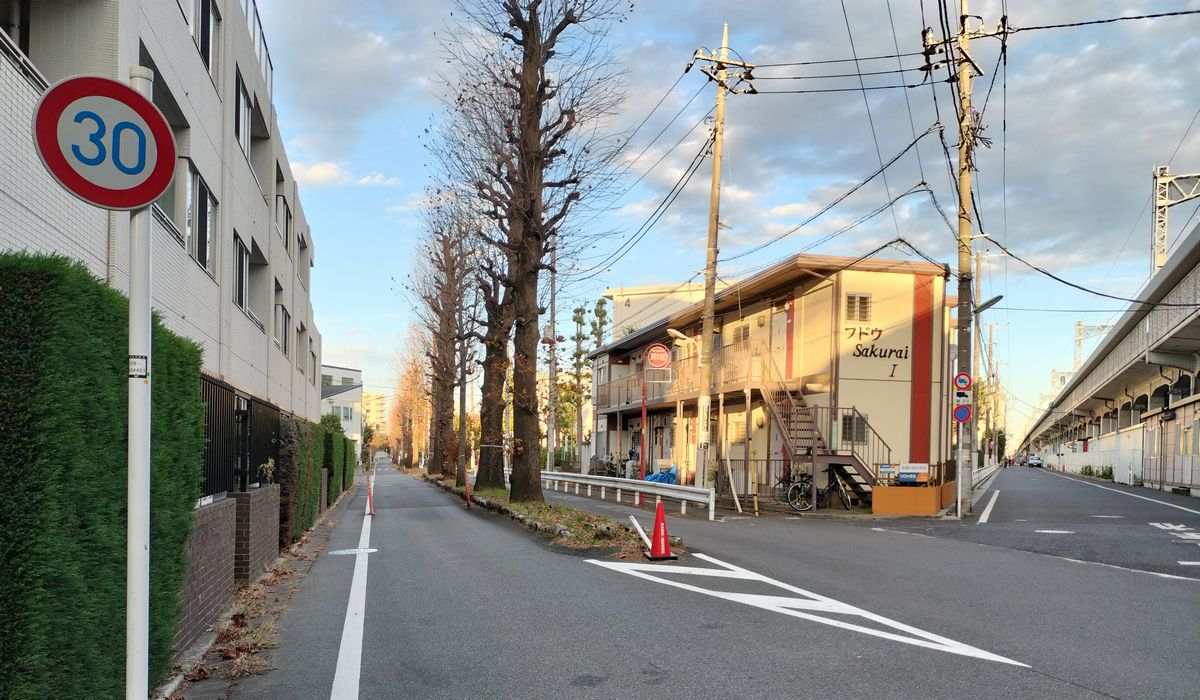
小田急線（右）との交差付近
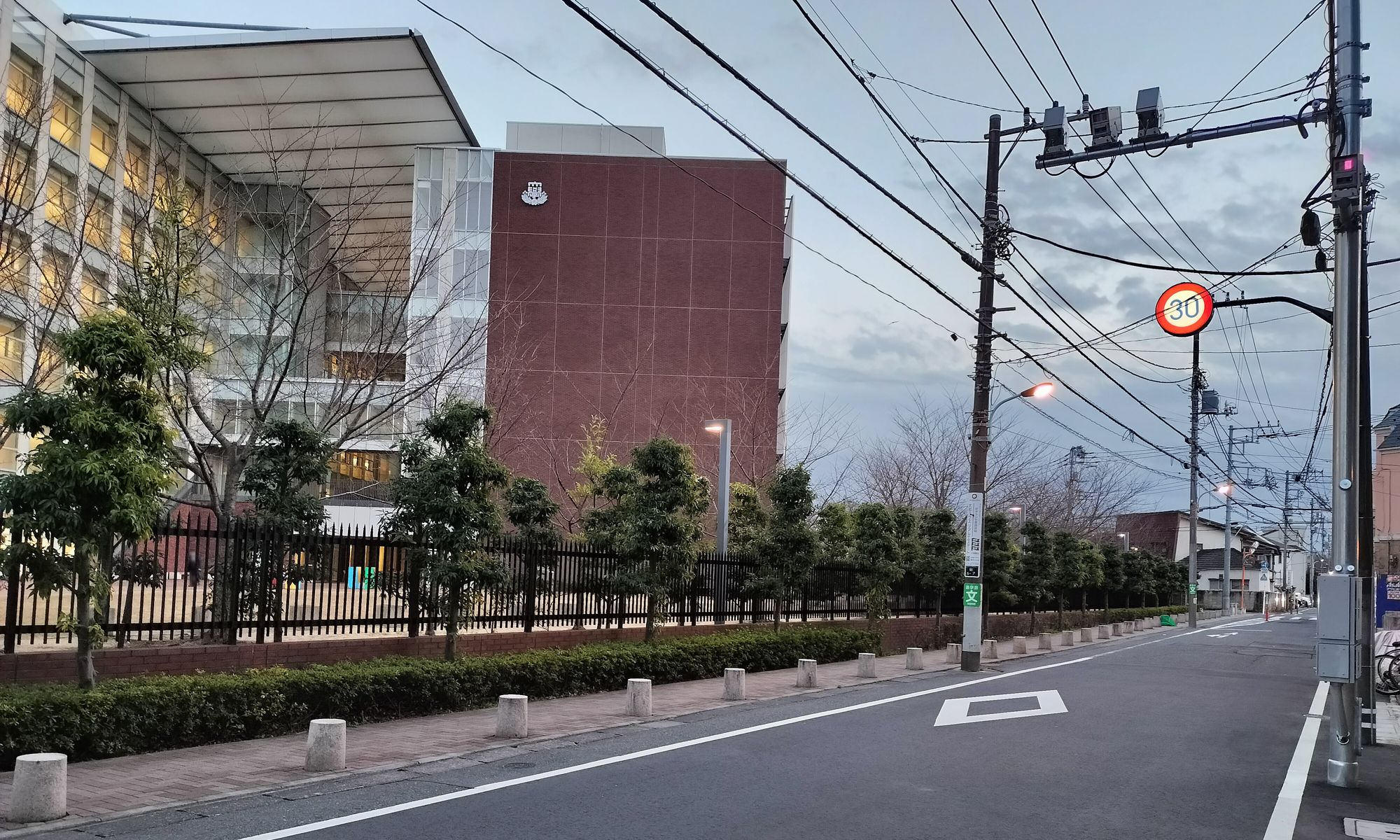
日大商学部付近
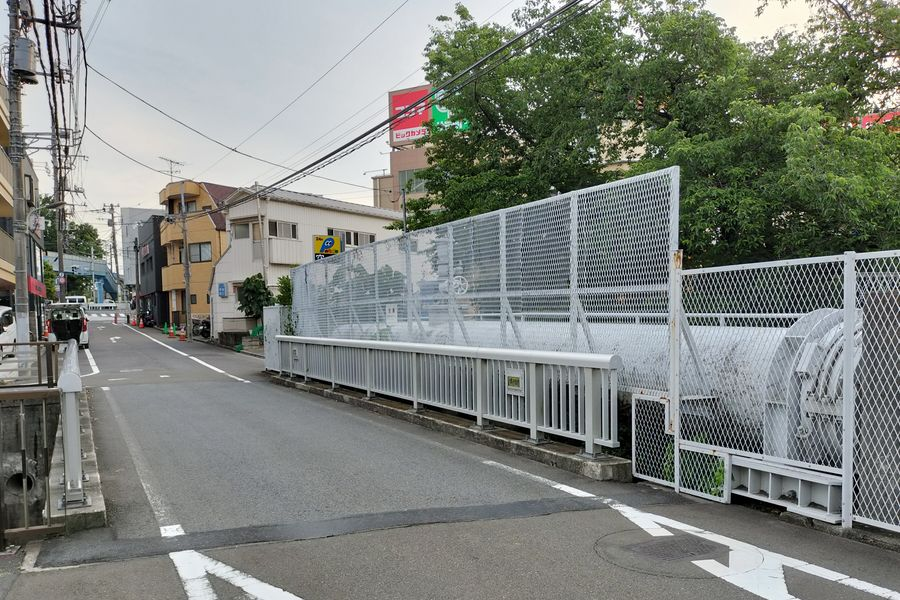
仙川を渡る水道橋
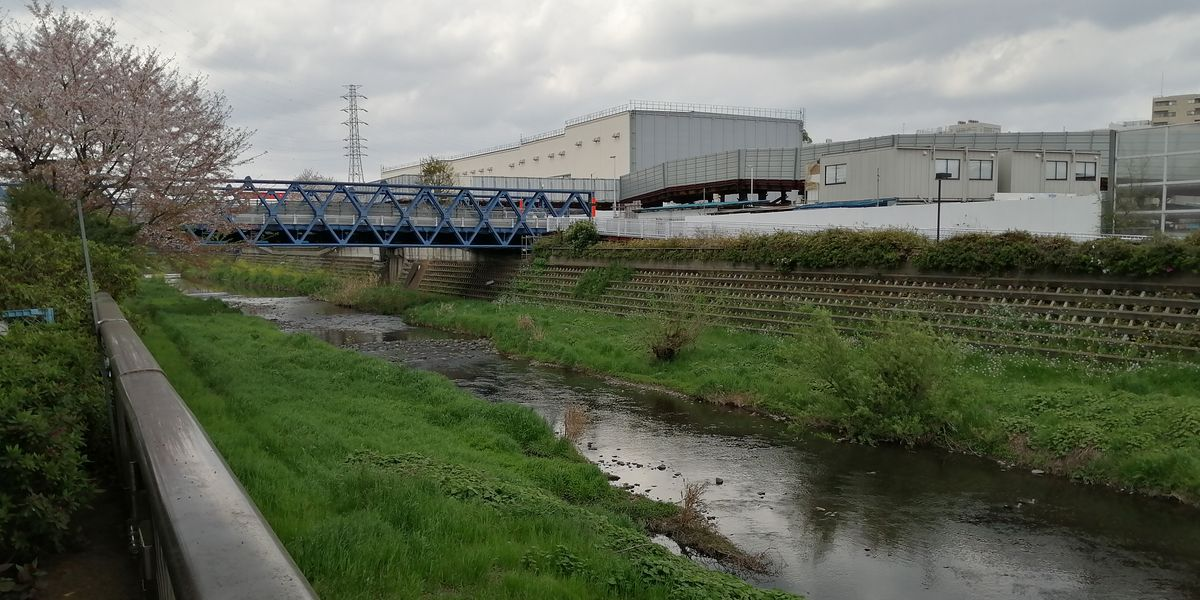
野川を渡る水道橋（新）
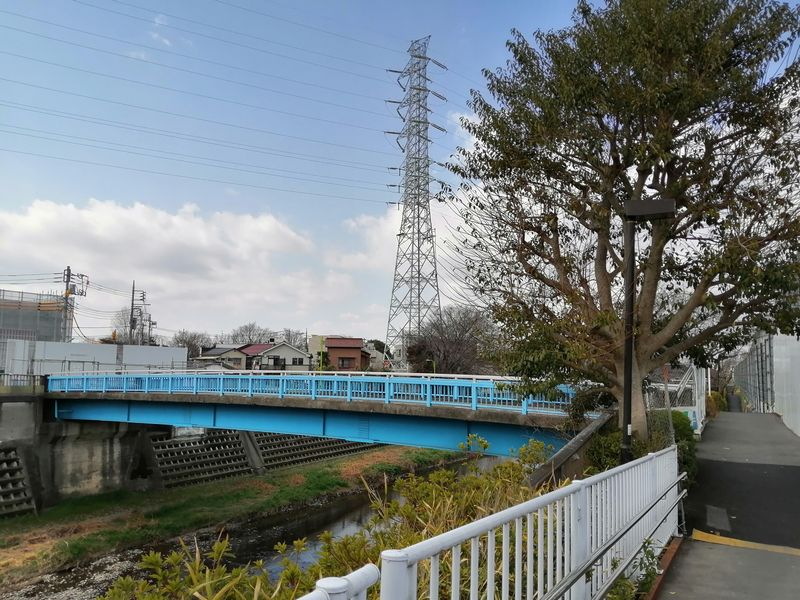
野川を渡る水道橋（旧）
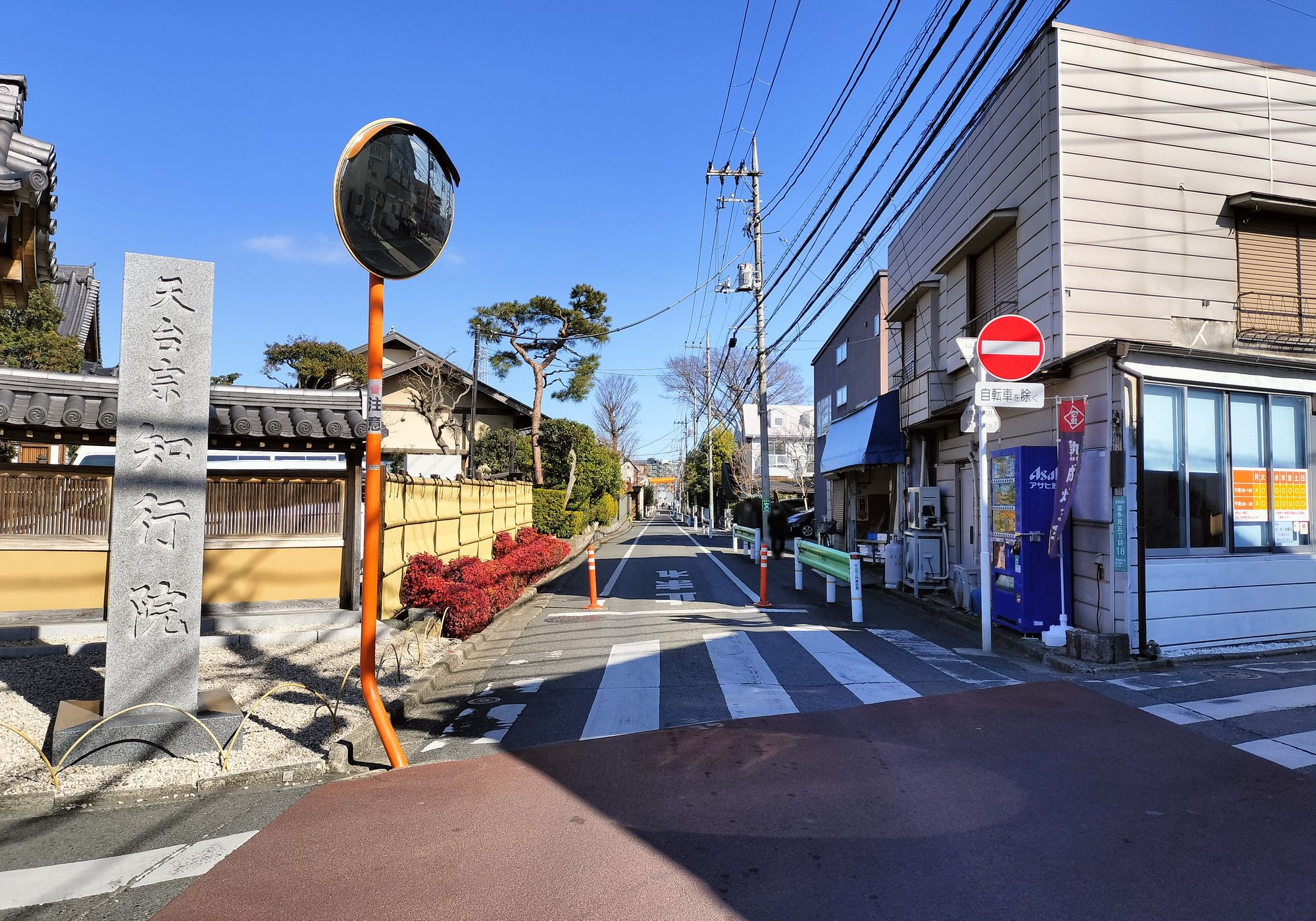
知行院付近では南行のみの一方通行。
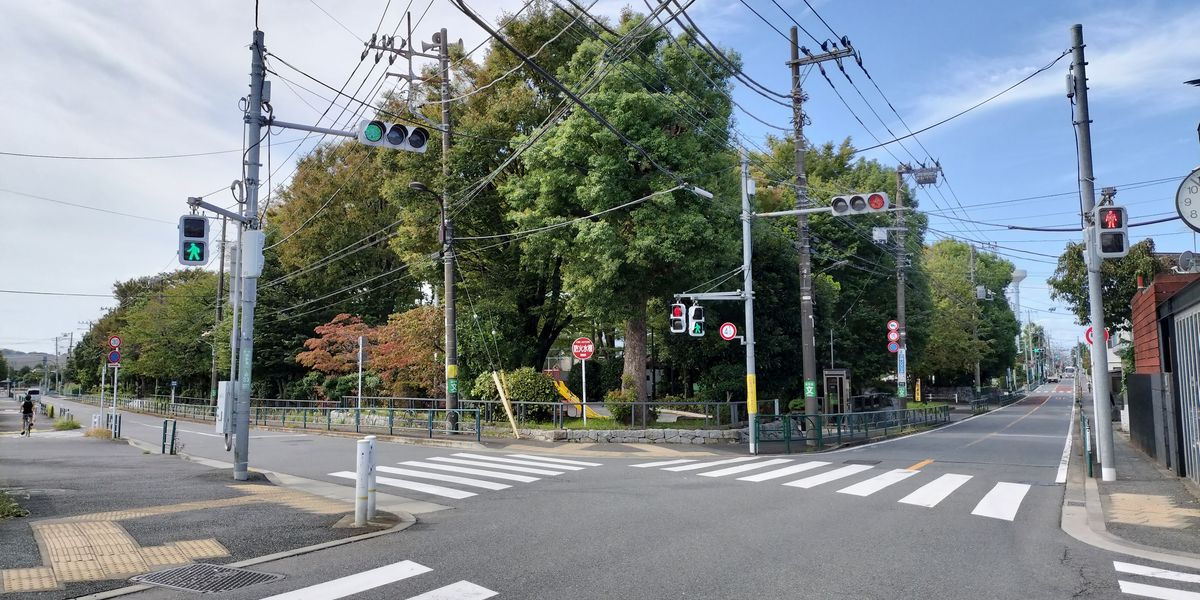
2つの水道道路の交差点。左が荒玉水道道路、右が狛江-宇奈根の水道道路。
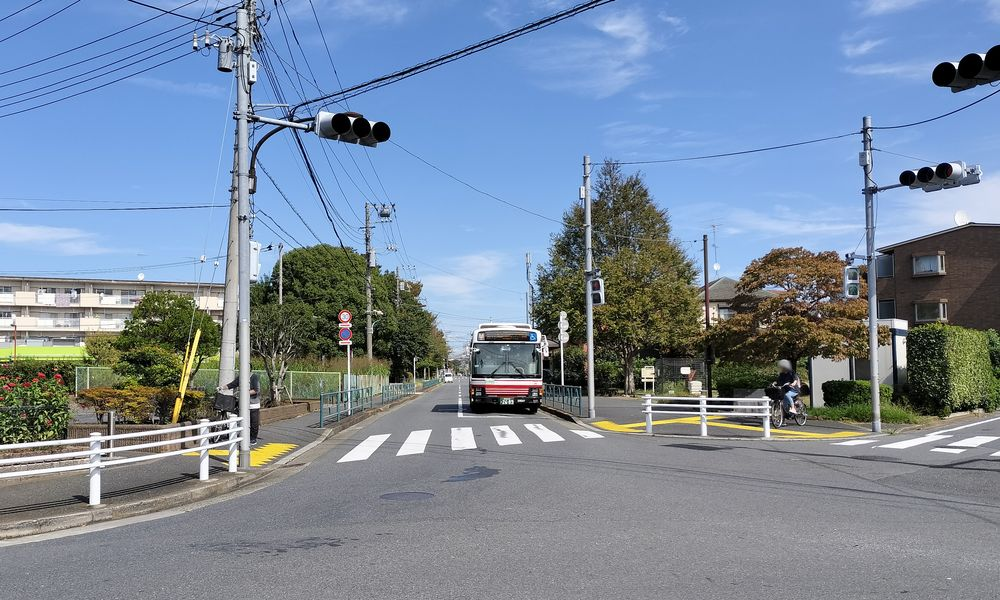
大型車両が通れる箇所もある（砧浄水場前バス停付近）。
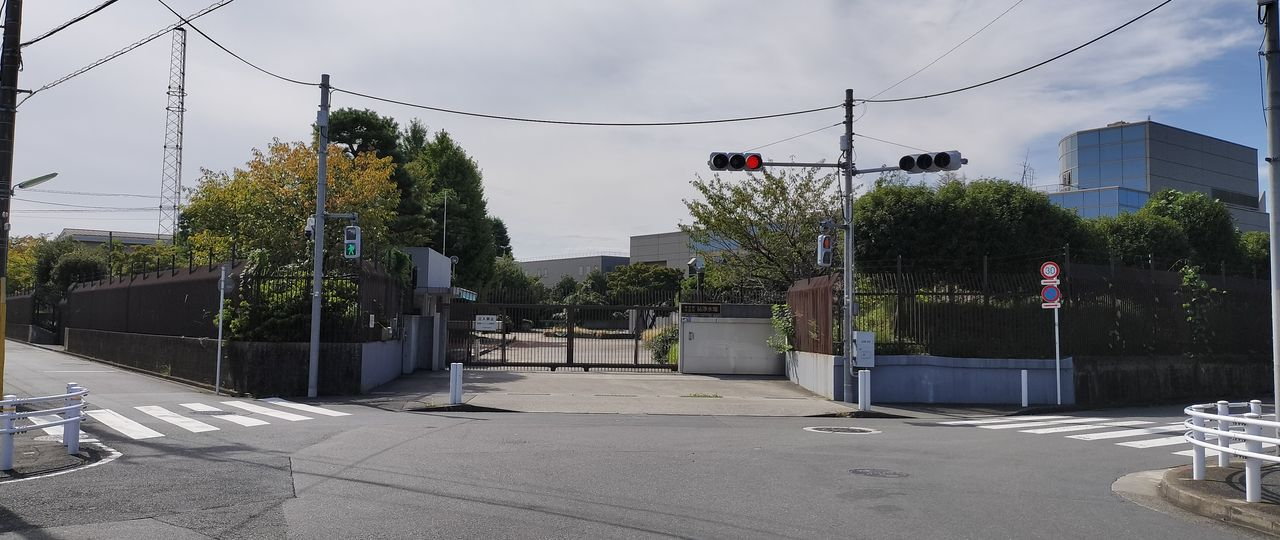
終点となる砧浄水場。